# Артистичне плавання на Чемпіонаті Європи з водних видів спорту 2022 — соло, довільна програма (чоловіки)
Змагання з артистичного плавання у довільній програмі соло серед чоловіків на Чемпіонаті Європи з водних видів спорту 2022 відбулись 14 серпня.

## Результати[2]
| Місце | Спортсмен              | Країна  | Оцінка  |
| ----- | ---------------------- | ------- | ------- |
| 1     | Джорджо Мінізіні       | Італія  | 88.4667 |
| 2     | Фернандо Діас дель Ріо | Іспанія | 83.3333 |
| 3     | Кентен Ракотомалала    | Франція | 78.0000 |
| 4     | Іван Мартинович        | Сербія  | 68.5333 |